# 카카포
카카포(학명: Strigops habroptilus 스트리곱스 하브로프틸루스[*])는 올빼미앵무(Owl parrot)라고도 불리며, 뉴질랜드에 서식하는 황록색 깃털을 가진 야행성 앵무새이다. 이들은 얼굴에 뚜렷한 안면판(facial disc), 큰 회색부리, 전체적으로 큰 다리, 상대적으로 짧은 날개와 꼬리를 지니고 있다. 무겁고 짧은 날개 때문에 날지 못한다. 또한 이들은 초식이자 야행성이며, 암수의 몸크기에서 차이가 크게 나타나며, 기초대사율이 낮고, 수컷이 새끼를 돌보지 않음과 동시에 앵무 중 유일하게 일부다처제가 관찰된다. 전 세계의 새들 중 가장 오래사는 종 중 하나이기도 하다. 이들의 서식지에는 포식자가 오랫동안 존재하지 않았고 먹이가 풍부했기 때문에 흉골과 날개근육이 줄고 상대적으로 육중한 몸집을 가짐에 따라 날 수 없게 되었다.
카카포는 심각한 멸종위기종이며, 한 때 수십마리 수준까지 떨어졌다가 2019년 현재 213마리까지 성체 수가 복원되었다. 모든 개체에 이름이 붙어있다. 카카포의 조상은 선사시대 이전에 뉴질랜드로 이주했으며 포유류 포식자가 없는 나머지 비행 능력을 잃어버렸다. 훗날 폴리네시아인의 정착과 영국의 식민화 과정에서 고양이, 쥐, 족제비 등이 들어와 많은 수가 죽었다. 보호노력은 1890년대에 시작되었지만 1995년에 "카카포 회복계획"이 세워지기 전까지는 성공적이지 못했다. 현재 카카포는 포식자가 없는 4개의 섬에 나뉘어 서식하고 있으며, 철저히 감시되고 있다. 레솔루션 섬과 세커테리 섬은 카카포가 생태계에서 훗날 한 지위를 차지할만큼 회복되었을 때 방사지로 정해졌다.
카카포 보호계획은 이들을 잘 알려지게 하였다. 카카포는 다른 조류들과 마찬가지로 뉴질랜드의 원주민인 마오리족에게 중요했으며, 전설과 동화에 많이 등장한다.

### 먹이
카카포의 먹이로는 씨, 꽃가루 등이 있다고 알려졌다.

## 미디어

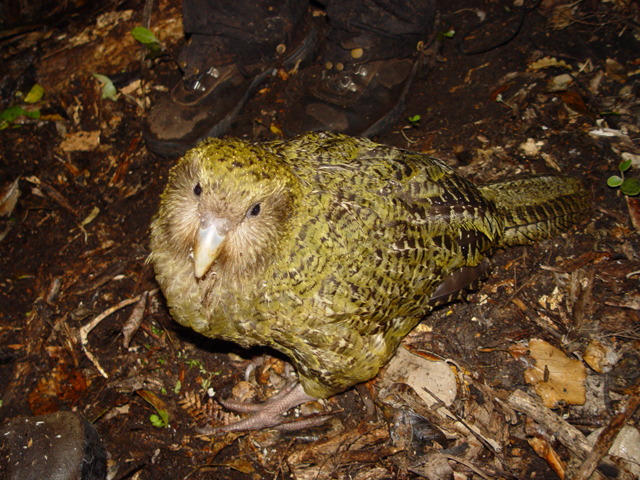
Pura라는 이름을 가진, 1세의 카카포.
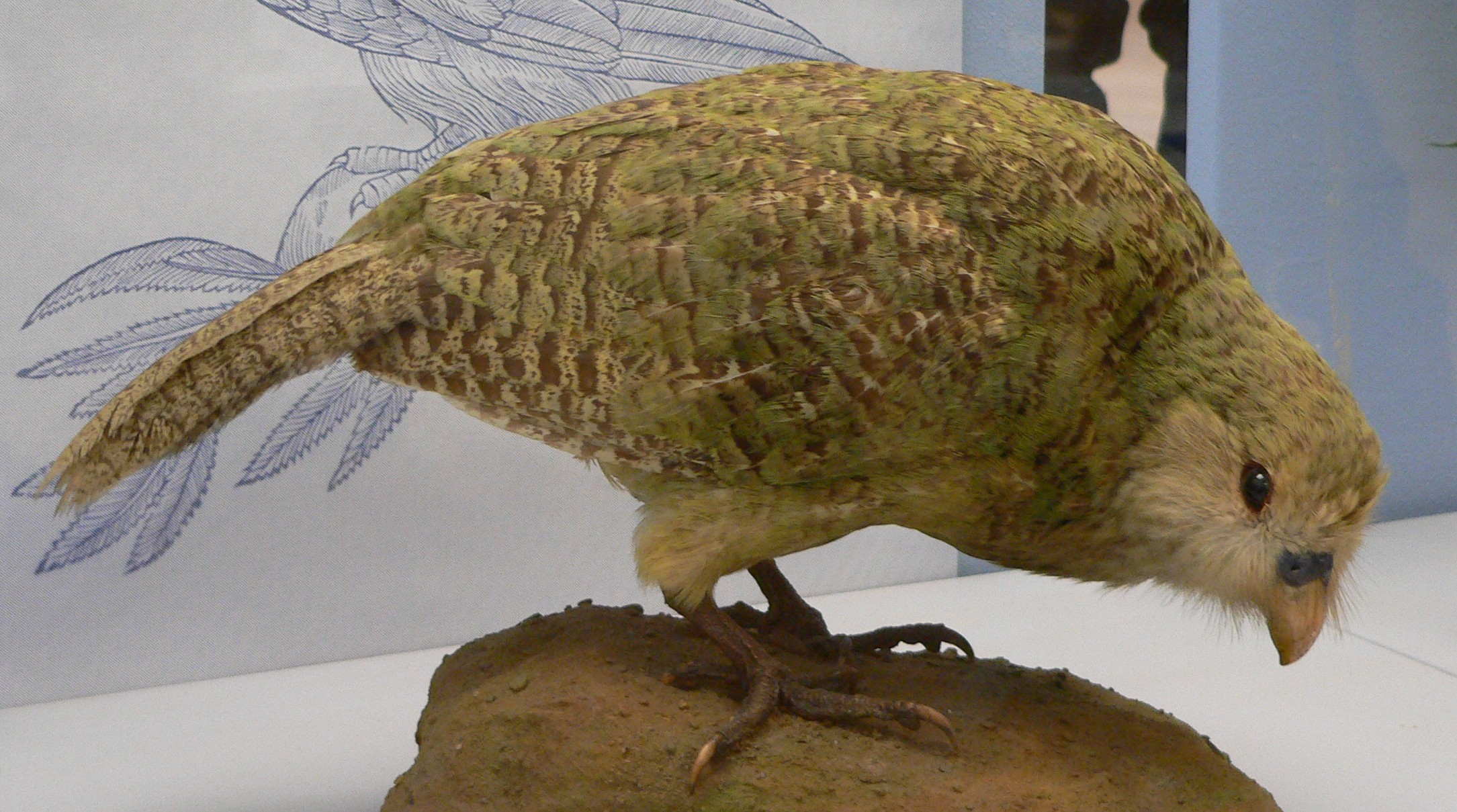
박물관에 전시된 박제.